# Народна капела бандуристок «Зоряниця»
Народна капела бандуристок "Зоряниця" - аматорський колектив, який заснований у 1982 році з ініціативи Зиновії Сичак при Львівському національному університеті ім. Івана Франка.

## Історія колективу
Капела бандуристок "Зоряниця" була заснована 14 жовтня 1982 року Зіновією Сичак при Львівському національному університеті ім. Івана Франка. До цього Зіновія Михайлівна працювала з капелами бандуристок " Галичанка" та " Дзвіночок", а також була диригентом капели при Львівському кооперативному технікумі. Вже через рік репетицій капела мала свою першу закордонну поїздку до Мінського національного університету, де за часів радянського союзу був Міжнародний студентський центр, там же і відбулись дебютні концерти капели "Зоряниця". 1991 рік став знаковим для колективу, його удостоїли  звання Народної капели бандуристок. Разом зі здобуттям незалежності з колективного репертуару  була знята також цензура, яка частково була присутня у Радянській Україні. Тоді в репертуарі мусила бути пісня про партію, пісня про Леніна.  Впродовж всього творчого існування капели у ній були тріо, квартет, дуети. Найвизначнішим був квартет, який складався із  Оксани і Марічки Боруцьких, Соломійки Стельмах і Ольги Мацюпи [Архівовано 3 січня 2022 у Wayback Machine.].Вони мали кілька подорожей квартетом до країн Балтії, двічі до Польщі. Там мали дуже гарний успіх, робили тематичний концерт до Січових Стрільців в Польщі. Також квартет записав власний компакт-диск.
За радянський період  існування  колектив був  в Чернівцях, Києві, в Сімферополі, були навіть в Москві, у Мінську. Тяжкі були 1990-ті роки, адже важко було кудись поїхати. Вперше  за цей період капела поїхала закордон у 1989 році ‒ до Католицького університету в Любліні, де була дуже добре  сприйнята. Колективу пощастило співати в залі, де був Папа Римський. Потім, у 1993-ому році ми приїхали до Бельгії. У 1996-ому році капела мала турне по Бельгії і Нідерландах. Турне тривало  двадцять вісім днів, за цей час колектив дав вісімдесят п’ять концертів, капела налічувала на той час тридцять п’ятеро учасниць, склад цієї поїздки дув дуже сильний: добрі альти і сопрано, дівчатка ревно працювали. До цього турне було добре зроблено великодній цикл: з великодніми дзвонами, веснянками, «заливанням шуму», з сопілочками. Тоді колектив співав тридцять чотири твори. 
Зараз Народна капела бандуристок "Зоряниця" продовжує свою місію у пропагуванні бандури. Щорічно капела виступає не лише в залах Львівського університету, а й в інших містах України та за її межами, активно співпрацює з діаспорами у Польщі та Франції. 

## Філософія колективу
Зіновія Сичак з перших днів існування капели бандуристок сформувала чітку зівію філософії колективу, нею є пропагування бандури та любові до української музики та слова. Популяризація бандури є святим обов'яком для капели "Зоряниця", тому колектив мінімум двічі на рік дає конценти за кордоном та бере участь у міжнародних фестивалях. Окрім  того ще одним завданням бандуристів є зберегти  репертуар народної пісні, щоби він зовсім не пропав. 

## Репертуар
Репертуар народної капели "Зоряниця" різноманітнітний. Колектив виконує не лише українські народні пісні, але й класичні твори та популярні шлягери.
Серед них твори Святослава Вакарчука «Мить», «Yesterday» Пола Маккартні, граємо «Токкату» Поля Моріа, «’O sole mio» Едуарда ді Капуа та Джованні Капурро та інші.

## Цікаві факти про колектив
- Назва капели "Зоряниця" пов'язана із жіночем іменем Зоряна, бо на момент створення назви у складі колективу було близько семи дівчат з таким іменем. 
- У колективу є свої традиції, однаєю з них є пісня " Зозуля закувала серед ночі", яка стала неофіційною візитівкою капели.
- Капела бандуристок є виключно аматорським колективом, бо до неї приходили лише  дівчатка, які закінчували музичну школу, професійних бандуристок не було. Так склалось, що жодної дівчинки, яка б закінчила музичне училище у складі капели не було, бо за радянських часів не можна було вчитися в двох вузах.
- За час існування капели у її складі виступало більш ніж 350 випускниць Львівського національного університету, бо діючий склад капели - студенти. 
- З нагоди ювілецного концерту до 35-ліття колективу було зібрано колишніх учасниць. Загалом тоді на одній сцені було близько 70 бандуристок-зоряничок з різних поколінь. 
- Оскільки капела бандуристок є жіночим колективом, то часто трапляється так, що дівчата грають і співають одна одній при шлюбній церемонії, тому сформувалась традиція, що диригент капели Зіновія Сичак дарує новоспеченому "капельному зятю" макогін як символ жіночої влади в сім'ї.